# Pokémon the Movie XY&Z: Volkenion và Magiana siêu máy móc
Pokémon the Movie XY&Z: Volkenion và Magiana siêu máy móc (ポケモン・ザ・ムービーXY&Z ボルケニオンと機巧のマギアナ Pokemon Za Mūbī Ekkusu, Wai ando Zetto: Borukenion to Karakuri no Magiana), còn được biết với tên tiếng Anh là Pokémon the Movie: Volcanion and the Mechanical Marvel là một bộ phim phiêu lưu anime Nhật Bản năm 2016, là phim thứ 19 nằm trong loạt phim Pokémon do OLM sản xuất, và là bộ phim thứ ba và cuối cùng trong phần XY. Phim được đạo diễn bởi Kunihiko Yuyama và được viết bởi Atsuhiro Tomioka. Bộ phim có sự tham gia lồng tiếng bởi Rica Matsumoto, Ikue Ōtani, Mayuki Makiguchi, Yūki Kaji, Mariya Ise, Megumi Hayashibara, Shin-ichiro Miki, Inuko Inuyama, Somegoro Ichikawa, Yuka Terasaki, Kōichi Yamadera, Mayu Matsuoka, và Shoko Nakagawa.  Bộ phim tập trung vào Ủy viên Jarvis của Vương quốc Azoth, người đã đánh cắp "Trái tim linh hồn" của Pokémon nhân tạo Magiana để nắm quyền lực và điều khiển một pháo đài bay trong vương quốc. Pokémon huyền thoại Volkenion cùng với nhà huấn luyện Pokémon Satoshi và bạn bè của cậu, Pikachu, Serena, Citron và Yurika phải lấy lại Soul-Heart của Magiana.
Phim được phát hành tại Nhật Bản vào ngày 16 tháng 7 năm 2016. Bản lồng tiếng Anh được sản xuất bởi DuArt Media Services và có sự tham gia lồng tiếng bởi Sarah Natochenny, Haven Paschall, Michael Liscio Jr., Alyson Leigh Rosenfeld, Michele Knotz, Carter Cathcart, Mike Pollock, Billy Bob Thompson, Riley Joseph, và Laurie Hymes. Phim được công chiếu tại Hoa Kỳ trên Disney XD vào ngày 5 tháng 12 năm 2016 và tại Vương quốc Anh trên CITV vào ngày 19 tháng 11 năm 2016. Tại Việt Nam phim được công chiếu vào ngày 21 tháng 10 năm 2016.

## Nội dung
Ủy viên hội đồng Jarvis và Hoàng tử Racel của Vương quốc Azoth ra lệnh đưa Pokémon nhân tạo Magearna đến Vương quốc sau khi nó được tìm thấy ở cao nguyên Nebel, một nơi cư trú của Pokémon bị con người lạm dụng. Pokémon huyền thoại Volkenion cố gắng phục hồi Magearna, nhưng nó bị một dải băng mắc vào chân và rơi xuống một khu rừng nơi Satoshi và bạn bè của cậu, Pikachu, Serena, Citron và Yurika đang cắm trại. Volkenion rơi xuống tiếp cận nơi ở của Satoshi và bạn bè, và khi họ hồi phục, Satoshi tìm thấy một dải băng thứ hai gắn liền với mình. Citron phát hiện ra các dải phát ra một lực điện từ liên kết Satoshi với Volkenion giống như một chuỗi. Volkenion chạy đi, kéo theo Satoshi cùng với nó.
Satoshi và Volkenion phục hồi Magearna từ Vương quốc Azoth. Họ gặp lại Serena, Citron và Yurika, những người bị Magearna mê hoặc, nhưng không thể loại bỏ chuỗi ràng buộc giữ Satoshi và Volkenion. Bất đắc dĩ, Volkenion cho phép cả nhóm đi cùng và Magearna đến nhà của họ ở cao nguyên Nebel. Trên đường đi, họ bị Băng Hỏa Tiễn tấn công, được Jarvis thuê phục hồi Magearna, nhưng nhóm có thể đuổi họ đi nhờ sự giúp đỡ từ chị gái của Racel, Công chúa Kimia. Trong thời gian ở cao nguyên Nebel, Citron và Kimia đã sử dụng các Pokemon ở đó để phá vỡ các dải băng điện từ. Sau khi đã được tự do, Volkenion yêu cầu con người rời đi, nhưng họ từ chối.
Ngày hôm sau, Jarvis và các tay sai của hắn tấn công và bắt lại Magearna. Anh ta loại bỏ "Soul-Heart" của Magearna, mà anh ta dự định sử dụng để kích hoạt một cơ chế trong Lâu đài Azoth, biến nó thành một pháo đài bay. Racel cố ngăn anh ta lại nhưng bị bất tỉnh. Khi lâu đài chiếm lấy bầu trời, Satoshi và Pikachu tấn công pháo đài cùng với Volkenion, Kimia và Gekkouga, nhưng đã bị Jarvis nhốt, người cố gắng phá vỡ tinh thần của Magearna bằng cách đót cháy cao nguyên Nebel. Tuy nhiên, các Pokemon ở đó đã đẩy lùi cuộc tấn công nhờ sự trợ giúp từ Bé Puni (Lõi Zygarde). Volkenion sau đó giải phóng chính nó, Satoshi, Kimia và Pokémon của họ. Jarvis đặt lộ trình cho pháo đài va chạm với cao nguyên và cố gắng trốn thoát bằng một túi phản lực, nhưng Gekkouga đã vô hiệu hóa nó, khiến anh ta ngã xuống. Satoshi trả lại Soul-Heart cho Magearna, nhưng tinh thần của nó không còn nữa. Để ngăn pháo đài đâm vào cao nguyên, Volkenion sử dụng sức mạnh của mình để phá hủy pháo đài bằng cách đặt mình vào chính tâm của vụ nổ. Sau đó, tại cao nguyên Nebel, Magearna lấy lại tinh thần khi Volkenion xuất hiện, đã sống sót.

## Phân vai
| Nhân vật (Nhật/Anh) | Diễn viên lồng tiếng (Tiếng Nhật) | Diễn viên lồng tiếng (Tiếng Anh) | Diễn viên lồng tiếng (Tiếng Việt) |
| ------------------- | --------------------------------- | -------------------------------- | --------------------------------- |
| Satoshi/Ash Ketchum | Rika Matsumoto                    | Sarah Natochenny                 | Hoàng Khuyết                      |
| Pikachu             | Ikue Ōtani                        | Ikue Ōtani                       | Ikue Ōtani                        |
| Serena              | Mayuki Makiguchi                  | Haven Paschall                   | Ngọc Quyên                        |
| Citron/Clemont      | Yūki Kaji                         | Michael Liscio Jr.               | Anh Tuấn                          |
| Yurika/Bonnie       | Mariya Ise                        | Alyson Leigh Rosenfeld           | Huyền Chi                         |
| Musashi/Jessie      | Megumi Hayashibara                | Michele Knotz                    | Huyền Chi                         |
| Kojiro/James        | Shin-ichiro Miki                  | Carter Cathcart                  | Tiến Đạt                          |
| Nyasu/Meowth        | Inuko Inuyama                     | Carter Cathcart                  | Anh Tuấn                          |
| Người dẫn chuyện    | Unshō Ishizuka                    | Rodger Parsons                   | Tiến Đạt                          |

Các nhân vật khác:
- Volkenion/Volcanion là Pokémon hơi nước, người trông chừng cao nguyên Nebel và không tin vào con người. Được lồng tiếng bởi: Somegoro Ichikawa (tiếng Nhật), Mike Pollock (tiếng Anh) và Lân Nhã (Tiếng Việt).
- Magearna là một Pokémon nhân tạo được tạo ra ở Vương quốc Azoth, nó đã chạy trốn để ngăn chặn việc lạm dụng sức mạnh của cô. Đó là người bạn tốt nhất của Volkenion. Được lồng tiếng bởi Yuka Terasaki.
- Alva/Jarvis là một ủy viên hội đồng tàn bạo của Vương quốc Azoth và là nhân vật phản diện chính, người mong muốn có được sức mạnh từ "Soul-Heart" của Magearna cho mục đích của chính mình. Pokémon chính của anh ta là một Gangar sáng bóng. Nhân vật được lồng tiếng bởi Kōichi Yamadera trong tiếng Nhật và Billy Bob Thompson trong tiếng Anh. Trong trailer lồng tiếng Anh, anh được lồng tiếng bởi Sean Schemmel.
- Kimia là Công chúa của Vương quốc Azoth, người thích nhìn về phía trước hơn là phía sau. Cô ấy có kỹ năng với nhiều loại máy móc. Cô được hỗ trợ bởi một Sirnight khác màu, có thể Tiến Hóa Mega. Được Mayu Matsuoka lồng tiếng Nhật, Riley Joseph lồng tiếng Anh và Hoàng Yến Chibi lồng tiếng Việt.
- Racel/Raleigh là Hoàng tử của Vương quốc Azoth và em trai của Kimia. Anh ấy thân thiện và tốt bụng. Anh ấy ngây thơ do cố định với lịch sử. Anh ta đi cùng với một Peroream. Anh được lồng tiếng bởi Shoko Nakagawa trong tiếng Nhật (người cũng kỷ niệm mười năm của cô trong loạt phim và nhượng quyền thương mại), Laurie Hymes trong tiếng Anh và Kim Anh trong tiếng Việt.
- Éliphas/Nikola là một nhà khoa học của Vương quốc Azoth trong nửa thiên niên kỷ, người đã tạo ra Magearna. Ông là tổ tiên của Kimia và Racel. Anh được Tomomichi Nishimura lồng tiếng Nhật, Scottie Ray lồng tiếng Anh và Hạnh Phúc lồng tiếng Việt.
- Dohga/Levi và Ether/Cherie đều là tay sai của Alva, người điều khiển đội quân Pokémon tiến hóa Mega của anh ta. Lồng tiếng Nhật bởi Kase Yasuyuki và Lân Nhã, Tiếng Việt bởi Thanh Hồng (Dohga).
- Flamel là trợ lý cá nhân của Kimia. Lồng tiếng Nhật bởi Kobayashi Sanae và tiếng Việt bởi Thanh Hồng.

## Sản xuất
Đoạn teaser của bộ phim lần đầu tiên được tiết lộ sau buổi chiếu Pokémon: Chiếc vòng ánh sáng của siêu ma thần Hoopa tại Nhật Bản. Tiêu đề tạm thời và Pokémon nổi bật của phim sau đó đã được tiết lộ trong số ra tháng 1 của CoroCoro Comic vào ngày 15 tháng 12 năm 2015. Nó tạm thời có tựa đề là Pokémon the Movie XY&Z. Trong số phát hành tháng 3 năm 2016 của CoroCoro Comic, Pokémon Magearna thuộc thế hệ thứ 7 đã được tiết lộ và công bố là một trong những Pokémon nổi bật xuất hiện trong phim. Là một phần trong các chương trình quảng bá cho bộ phim, The Pokémon Company đã tổ chức một cuộc bầu cử để người hâm mộ bầu chọn ra Pokémon yêu thích của mình trong tổng số 720 Pokémon, diễn ra từ ngày 16 tháng 4 năm 2016 đến ngày 8 tháng 5 năm 2016.

## Nhạc phim
Ca khúc chủ đề kết thúc gốc là "Post ni koe o nageirete" (ポストに声を投げ入れて Posuto ni koe o nageirete) của YUKI. Phiên bản lồng tiếng Việt là bài "By My Side" do Hoàng Yến Chibi trình bày.

## Doanh thu phòng vé
Bộ phim này đứng thứ 4 về doanh thu phòng vé ở Nhật Bản khi thu về ¥323.901.600 (3.09 triệu đô la) trong cuối tuần đầu tiên khi chiếu trên 365 màn hình với 289.971 lượt xem. Vào ngày thứ ba phát hành, phim thu về tổng cộng ¥475.547.600 (4,6 triệu đô la) với tổng số 430.987 lượt xem. Đây là bộ phim có doanh thu cuối tuần thấp thứ hai trong nhượng quyền thương mại. Bộ phim đã thu về tổng doanh thu hơn 2,15 tỷ yên Nhật ở Nhật Bản.
Ở nước ngoài, bộ phim thu về 3,857,383 đô la Mỹ ở Trung Quốc, 2,148,082,300 ₩ (1.851.370 đô la Mỹ) ở Hàn Quốc và 1.26 triệu HK$ (162.324 đô la Mỹ) ở Hồng Kông. Cho ra tổng doanh thu ở nước ngoài là $ 5,871,077.